# Buthoscorpio sarasinorum
Espèce
Synonymes
- Stenochirus sarasinorum Karsch, 1891

Buthoscorpio sarasinorum est une espèce de scorpions de la famille des Buthidae.

## Distribution
Cette espèce est endémique du Sri Lanka.

## Description
La femelle holotype mesure 41 mm.

## Systématique et taxinomie
Cette espèce a été décrite sous le protonyme Stenochirus sarasinorum par Karsch en 1891. Elle est placée dans le genre Buthoscorpio par Fet en 1997.

## Étymologie
Cette espèce est nommée en l'honneur de Paul Benedict Sarasin (1856-1929) et Karl Friedrich Sarasin (1859–1942).

## Publication originale
- Karsch, 1891 : « Arachniden von Ceylon and von Minikoy gesammelt von den Herren Doctoren P. and F Sarasin. » Berliner Entomologische Zeitschrift, vol. 36, p. 267–310 (texte intégral).